# Челябінський трамвай

Схема трамвайних ліній на мапі Челябінська

Челябінський трамвай — діюча трамвайна мережа в місті Челябінськ, Росія.

## Історія
Трамвайна мережа в Челябінську була введена в експлуатацію 5 січня 1932 року. Створена лінія тоді мала довжину 6,2 км. 

## Маршрути
Станом на 2018 рік трамвайна мережа складається з 15 трамвайних маршрутів (№ , 5, 7, 8, 10, 12, 14, 15, 16, 17, 18, 19, 20, 21, 22) та має два депо.
| Перелік трамвайних маршрутів в місті Челябінськ | Перелік трамвайних маршрутів в місті Челябінськ | Перелік трамвайних маршрутів в місті Челябінськ |
| №                                               | Пункт відправлення                              | Пункт прибуття                                  |
| ----------------------------------------------- | ----------------------------------------------- | ----------------------------------------------- |
| 3                                               | Завод іміні Колющенка                           | ЧМК                                             |
| 4                                               | Завод іміні Колющенка                           | ЧЕМК                                            |
| 5                                               | Завод імені Колющенка                           | ЧЕМК                                            |
| 6                                               | ЧТЗ                                             | Медмістечко                                     |
| 7                                               | Завод імені Колющенка                           | Челябінська ГРЕС                                |
| 8                                               | Завод імені Колющенка                           | Вул. Чистопольська                              |
| 10                                              | Селище Першино                                  | ЦХП                                             |
| 14                                              | ЦХП                                             | Вул. Чичеріна                                   |
| 15                                              | ЧТЗ                                             | Вул. Чичеріна                                   |
| 16                                              | Завод імені Колющенка                           | Вул. Чичеріна                                   |
| 17                                              | Медмістечко                                     | Вул. Чичеріна                                   |
| 18                                              | ЧЕМК                                            | Вул. Чистопольська                              |
| 19                                              | Коксохім                                        | Вул. Чичеріна                                   |
| 20                                              | Медмістечко                                     | ЧМК                                             |
| 21                                              | ЧМК                                             | ЧЕМК                                            |
| 22                                              | Вул. Чистопольська                              | Вул. Чичеріна                                   |

## Вартість проїзду
З 1 червня 2018 року вартість проїзду становить 20 руб., за транспортною картою — від 20 руб. 70 коп. до 23 руб., в залежності від суми поповнення за транспортною картою; пільговий проїзд — 10 рублів.

## Рухомий склад на початок 2010-х
| Тип      | Кількість, шт. |
| -------- | -------------- |
| KTM-5    | 238            |
| KTM-5A   | 55             |
| KTM-8K   | 26             |
| KTM-8KM  | 9              |
| KTM-19   | 1              |
| KTM-19KT | 8              |
| KTM-23   | 1              |